# Al fratello che non ho
Al fratello che non ho è un singolo di Fiorella Mannoia pubblicato nel 1997 per la Sony BMG, scritto musica e parole da Daniele Silvestri; viene estratto dall'album Belle speranze.

## Tracce
1. Al fratello che non ho – 3:57 (Daniele Silvestri)

## Musicisti
- Giovanni Boscariol: organo Hammond e piano Fender
- Cesare Chiodo: basso
- Max Costa: programmazione
- Piero Fabrizi: wah wah, e-bow, chitarra elettrica e acustica
- Massimo Fumanti: chitarra elettrica
- Alfredo Golino: batteria